# Cathelijn Peeters
Cathelijn Peeters (ur. 6 listopada 1996) – holenderska lekkoatletka, sprinterka i płotkarka, medalistka halowych mistrzostw Europy w 2023 oraz mistrzostw świata.
Zwyciężyła w sztafecie 4 × 400 metrów (wraz z Lieke Klaver, Eveline Saalberg i Femke Bol) na halowych mistrzostwach Europy w 2023 w Stambule. Sztafeta holenderska ustanowiła wówczas halowy rekord swego kraju wynikiem 3:25,66. W tym samym roku sięgnęła po złoty medal światowego czempionatu w Budapeszcie w biegu rozstawnym 4 × 400 metrów. Będąc na trzeciej zmianie sztafety (wraz z Eveline Saalberg, Lieke Klaver i Femke Bol) wynikiem 3:20,72 ustanowiła rekord kraju. Rok później została halową mistrzynią świata w Glasgow w sztafecie 4 × 400 metrów, natomiast na igrzyskach olimpijskich w Paryżu sięgnęła po dwa medale: złoty za bieg w eliminacjach mieszanego biegu rozstawnego 4 × 400 metrów oraz srebrny w sztafecie 4 × 400 metrów. Złota medalistka halowego czempionatu Starego Kontynentu w sztafecie 4 × 400 metrów (2025).
Była mistrzynią Holandii w biegu na 400 metrów przez płotki w latach 2020–2023.

## Osiągnięcia
| Rok  | Impreza                                 | Miejsce     | Konkurencja                 | Pozycja    | Wynik           |
| ---- | --------------------------------------- | ----------- | --------------------------- | ---------- | --------------- |
| 2021 | I liga drużynowych mistrzostw Europy    | Kluż-Napoka | bieg na 400 m przez płotki  | 8. miejsce | 58,64           |
| 2022 | Halowe mistrzostwa świata               | Belgrad     | sztafeta 4 × 400 m          | eliminacje | DQ              |
| 2022 | Mistrzostwa świata                      | Eugene      | sztafeta 4 × 400 m          | eliminacje | DQ              |
| 2023 | Halowe mistrzostwa Europy               | Stambuł     | sztafeta 4 × 400 m          | 1. miejsce | 3:25,56         |
| 2023 | I dywizja drużynowych mistrzostw Europy | Chorzów     | bieg na 400 m przez płotki  | 3. miejsce | 54,97           |
| 2023 | Mistrzostwa świata                      | Budapeszt   | bieg na 400 m przez płotki  | półfinał   | 54,63           |
| 2023 | Mistrzostwa świata                      | Budapeszt   | sztafeta 4 × 400 m          | 1. miejsce | 3:20,72         |
| 2024 | Halowe mistrzostwa świata               | Glasgow     | sztafeta 4 × 400 m          | 1. miejsce | 3:25,07         |
| 2024 | World Athletics Relays                  | Nassau      | sztafeta 4 × 400 m          | repasaże   | 3:27,45         |
| 2024 | Mistrzostwa Europy                      | Rzym        | bieg na 400 m przez płotki  | 3. miejsce | 54,37           |
| 2024 | Mistrzostwa Europy                      | Rzym        | sztafeta 4 × 400 m          | 1. miejsce | 3:22,39         |
| 2024 | Igrzyska olimpijskie                    | Paryż       | bieg na 400 m przez płotki  | półfinał   | 55,20           |
| 2024 | Igrzyska olimpijskie                    | Paryż       | sztafeta 4 × 400 m          | 2. miejsce | 3:19,50         |
| 2024 | Igrzyska olimpijskie                    | Paryż       | sztafeta mieszana 4 × 400 m | 1. miejsce | 3:07,43 (elim.) |
| 2025 | Halowe mistrzostwa Europy               | Apeldoorn   | bieg na 400 m               | półfinał   | 53,21           |
| 2025 | Halowe mistrzostwa Europy               | Apeldoorn   | sztafeta 4 × 400 m          | 1. miejsce | 3:24,34         |

## Rekordy życiowe
- bieg na 200 metrów – 23,89 (18 sierpnia 2024, Tilburg)
- bieg na 200 metrów (hala) – 24,25 (6 stycznia 2024, Dortmund)
- bieg na 400 metrów – 51,08 (28 kwietnia 2024, Willemstad)
- bieg na 400 metrów (hala) – 51,56 (23 lutego 2025, Apeldoorn)
- bieg na 400 metrów przez płotki – 54,31 (28 maja 2024, Ostrawa)

10 sierpnia 2024 w Paryżu Peeters biegła na drugiej zmianie holenderskiej sztafety 4 × 400 metrów, która wynikiem 3:19,50 ustanowiła aktualny rekord kraju w tej konkurencji.
9 marca 2025 w Apeldoorn Peeters biegła na trzeciej zmianie holenderskiej sztafety 4 × 400 metrów, która wynikiem 3:24,34 ustanowiła aktualny halowy rekord kraju w tej konkurencji.